# Džemijet
Die Džemijet (von türkisch Cemiyet, „Gesellschaft/Vereinigung“, serbisch-kyrillisch Џемијет, albanisch Bashkimi oder Xhemijet; offiziell jedoch türkisch İslam Muhafaza-i Hukuk Cemiyeti, „Islamische Vereinigung zur Verteidigung der Gerechtigkeit/des Rechts“) war eine politische Partei im Königreich der Serben, Kroaten und Slowenen. Sie vertrat Albaner, ethnische Türken und slawische Muslime und war im Süden des damaligen Serbiens (Nordmazedonien, Kosovo und Metochien sowie Sandžak) aktiv. Sie ähnelte in ihrer Ausrichtung stark der Jugoslawischen Muslimischen Organisation, die ebenfalls die Muslime Jugoslawiens vertreten wollte, aber vor allem aus Bosniaken bestand. Die Džemijet wurde im August 1918 in Bitola gegründet. Auf der offiziellen Gründungsversammlung in Skopje am 18. Dezember 1919 wurde der albanische Grundbesitzer Nexhip Bej Draga (1867–1921) zum ersten Vorsitzenden gewählt. Nach seinem Tod folgte ihm sein Bruder Ferhat (1880–1944), Bürgermeister von Mitrovica, an der Spitze nach.
Der Name der Džemijet lehnte sich an die „Gesellschaft zur Verteidigung der Rechte von Rumelien und Anatolien“ (Anadolu ve Rumeli Müdafaa-i Hukuk Cemiyeti) des türkischen Staatsgründers Mustafa Kemal Atatürk an, welche später zur Republikanischen Volkspartei (CHP) wurde.
Die Džemijet setzte sich für eine größere Autonomie des Kosovo, gegen die Unterdrückung der muslimischen Bevölkerung im Süden Serbiens, für eine Rückgabe der enteigneten Ländereien ehemals osmanischer Großgrundbesitzer (Beys), die Aufnahme qualifizierter Muslime in den Staatsdienst und albanischsprachigen Unterricht in den Schulen ein. Als Vertreterin der konservativen muslimischen Würdenträger trat sie für religiöse Autonomie des Islams, die Erhaltung von Schariagerichten in zivilrechtlichen Angelegenheiten und sogenannten „frommen Stiftungen“ (Vakufs) ein.
Die Partei nahm an den Parlamentswahlen von 1920 und 1923 teil. Bei der ersten Wahl ging sie ein Wahlbündnis mit der serbischen Radikalen Volkspartei (NRS) ein und erhielt sechs Sitze im Parlament. Sie unterstützte zunächst die Zentralisierungspolitik des Ministerpräsidenten Nikola Pašić, der im Gegenzug Entschädigungen für die enteigneten muslimischen Grundbesitzer im Süden zugestand und die von der Demokratischen Partei verfolgte Ansiedlung von Serben in Kosovo und Mazedonien verwarf. Unter der Führung Ferhat Dragas erstarkte der radikalere Flügel der Partei, die Anhänger der Zusammenarbeit mit der NRS gerieten in die Minderheit. Auch albanisch-nationalistische Gruppen, die insgeheim großalbanische Bestrebungen unterstützten, wurden innerhalb der Džemijet aktiv. Nach der Wahl 1923, bei der sie 14 Sitze erhielt, näherte Draga die Džemijet an die Kroatischen Bauernpartei Stjepan Radićs an, der ein Bündnis der nicht-serbischen Völker für eine föderale Ordnung und gegen den serbisch dominierten Zentralstaat anstrebte.
Da die Džemijet sich nun offen gegen den Zentralismus und die serbische Vorherrschaft in Jugoslawien positionierte, ließ die Regierung Pašić im Januar 1925 Ferhat Draga festnehmen. Er wurde zunächst zu 100 Jahren Zwangsarbeit verurteilt, was später auf 20 Jahre Haft abgeschwächt wurde. Angesichts der massiven Repressionen ging die Unterstützung für die Džemijet bei der Parlamentswahl 1925 stark zurück und sie stellte ihre politische Tätigkeit im selben Jahr ein.